# Mihăileni (župa Harghita)
Mihăileni (maďarsky Csikszentmihály) je  obec v župě Harghita v Rumunsku. Žije zde přibližně 2 600 obyvatel. V roce 2011 se 80 % obyvatel hlásilo k maďarské národnosti. Součástí obce jsou i tři okolní vesnice.

## Části obce
- Mihăileni – 951 obyvatel
- Livezi – 452 obyvatel
- Nădejdea – 560 obyvatel
- Văcărești – 630 obyvatel